# Miho Saeki
Miho Saeki (佐伯美穂?, Saeki Miho; New York, 18 marzo 1976) è un'ex tennista giapponese.

## Carriera
In carriera ha vinto 4 titoli di doppio. Nei tornei del Grande Slam ha ottenuto il suo miglior risultato raggiungendo i quarti di finale di doppio agli US Open nel 1998, in coppia con la connazionale Yuka Yoshida.
In Fed Cup ha disputato un totale di 6 partite, ottenendo 3 vittorie e 3 sconfitte.

## Statistiche

### Doppio

#### Vittorie (4)
| Numero | Anno             | Torneo                                                                  | Superficie | Compagna       | Avversarie in finale           | Punteggio     |
| 1.     | 16 aprile 1995   | Japan Open Tennis Championships, Tokyo                                  | Cemento    | Yuka Yoshida   | Kyōko Nagatsuka Ai Sugiyama    | 6-7, 6-4, 7-6 |
| 2.     | 20 ottobre 1996  | China Open, Pechino                                                     | Cemento    | Naoko Kijimuta | Yuko Hosoki Kazue Takuma       | 7-5, 6-4      |
| 3.     | 24 novembre 1996 | Pattaya Women's Open, Pattaya                                           | Cemento    | Yuka Yoshida   | Tina Križan Nana Miyagi        | 6-2, 6-3      |
| 4.     | 19 febbraio 2005 | Regions Morgan Keegan Championships and the Cellular South Cup, Memphis | Cemento    | Yuka Yoshida   | Laura Granville Abigail Spears | 6-3, 6-4      |